# Kerk van Canum
De Kerk van Canum is een zaalkerk uit het midden van de dertiende eeuw in het dorp Canum in de gemeente de Krummhörn in de Duitse regio Oost-Friesland. De kerk staat midden op een warft of terp en wordt geflankeerd door een losse klokkentoren. Het is tegenwoordig een Hervormde kerk, oorspronkelijk was de kerk waarschijnlijk gewijd aan de apostel Johannes.